# Subtiaba Indijanci
Subtiaba (Sutiaba, Maribio; pl. Subtiabas, Sutiabas, Maribios), indijanski narod iz Nikaragve, oko 10,000 pripadnika (služe se španjolskim), naseljen na malenom području u departmanu León. Na područje Nikaragve Subtiabe dolaze možda u 6. stoljeću i nastanjuju se između zaljeva Golfo de Fonseca, jezera Lago Xolotlan, planina Cordillera de los Maribios i obale Pacifika. Jezično se klasificiraju porodici Tlapanecan (Edward Sapir), i preko nje u Hokan govornike. Drugi autori ih povezuju s porodicom Oto-Manguean. Jedan njihov ogranak iz El Salvadora poznat je kao Maribichicoa. -Danas se služe španjolskim.

## Vanjske poveznice
- Sutiava, Nicaragua